# 魯德尼河 (姆利尼夫卡河支流)
魯德尼河（烏克蘭語：Рудний），是烏克蘭的河流，位於該國西部利沃夫州，屬於姆利尼夫卡河的左支流，發源自桑博爾西北面，流經桑博爾區，河口處在巴比納以西，河道全長10公里，流域面積14.8平方公里。